# In Convict Garb
In Convict Garb è un cortometraggio muto del 1913 scritto e diretto da Harry McRae Webster.

## Produzione
Il film fu prodotto dalla Essanay Film Manufacturing Company.

## Distribuzione
Distribuito dalla General Film Company, il film - un cortometraggio in due bobine - uscì nelle sale cinematografiche degli Stati Uniti il 26 settembre 1913. Viene citato in Moving Picture World del 20 settembre 1913.